# Матч за звание чемпиона мира по международным шашкам среди женщин 1984
Матч за звание чемпиона мира по международным шашкам среди женщин 1984 года прошёл с 4 по 22 августа в Таллине, СССР. Он состоял из 12 партий. В матче участвовали представительницы советской шашечной школы:
- чемпионка мира 1983 года Елена Альтшуль
- претендент, серебряный призёр чемпионата мира 1983 года Ольга Левина

Уверенную победу одержала Елена Альтшуль со счётом 15—9 и завоевала титул чемпионки мира в четвёртый раз.

## Таблица
| Место | Участник       | Страна | 1 | 2 | 3 | 4 | 5 | 6 | 7 | 8 | 9 | 10 | 11 | 12 | очки |
| ----- | -------------- | ------ | - | - | - | - | - | - | - | - | - | -- | -- | -- | ---- |
| 1     | Елена Альтшуль | СССР   | 1 | 0 | 2 | 1 | 1 | 2 | 2 | 2 | 1 | 1  | 1  | 1  | 15   |
| 2     | Ольга Левина   | СССР   | 1 | 2 | 0 | 1 | 1 | 0 | 0 | 0 | 1 | 1  | 1  | 1  | 9    |